# Tecticrater subcompressa
Tecticrater subcompressa är en snäckart som först beskrevs av Powell 1937.  Tecticrater subcompressa ingår i släktet Tecticrater och familjen Lepetellidae. Inga underarter finns listade i Catalogue of Life.